# Emmanuel Agyemang Badu (Fußballspieler, 1990)
Emmanuel Agyemang Badu (* 2. Dezember 1990 in Berekum) ist ein ehemaliger ghanaischer Fußballspieler.

## Karriere
2009 wurde Agyemang Badu Junioren-Weltmeister mit Ghana. Von 2008 bis 2017 stand er zudem im Aufgebot der ghanaischen Nationalmannschaft, wo er 74 Spiele absolvierte und zehn Tore schoss.
Agyemang Badu spielte für den Berlin FC Brong-Ahafo, Berekum Arsenal, Asante Kotoko und Recreativo Huelva. Im Frühjahr 2010 wurde er vom Udinese Calcio verpflichtet und eroberte sich hier im Laufe der Saison 2012/13 einen Stammplatz. Insgesamt absolvierte er für Udinese bis 2020 170 Ligaspiele und schoss dabei zehn Tore.
Für die Saison 2017/18 wurde er an den türkischen Erstligisten Bursaspor ausgeliehen und in der Saison 2019/20 an Hellas Verona, wohin er 2020 fest wechselte.
2021 wechselte Agyemang Badu zu Qingdao West Coast FC und 2022 zu Great Olympics FC. 